# Бойсно
Бойсно (словен. Bojsno) — поселення в общині Брежиці, Споднєпосавський регіон, Словенія. Висота над рівнем моря: 242,4 м.